# 42 All-Time Classics
42 All-Time Classics (en català: «42 clàssics de tots els temps») és un videojoc desenvolupat per Agenda i publicat per Nintendo per a Nintendo DS, que inclou una col·lecció de jocs de tauler, de taula, de cartes i altres d'arreu del món. Va ser llançat al Japó el 3 de novembre de 2005 i a Europa el 29 de setembre de 2006. La versió japonesa, que no tenia compatibilitat en línia, es va tornar a publicar dos anys més tard per incloure-la, i tant aquesta com la versió original formen part de la sèrie Touch! Generations.
El 5 de juny de 2020 es va publicar 51 Worldwide Games, una seqüela desenvolupada per NDcube, per a Nintendo Switch.

## Jugabilitat
La col·lecció conté tres modes de joc diferents: Free Play (joc lliure), Stamp Mode (mode segell), i Mission Mode (mode missió).
En el mode Free Play, els jugadors poden triar qualsevol dels 42 jocs disponibles. 42 All-Time Classics divideix els jocs en vuit categories:
- Jocs de cartes: Old Maid, Spit, I Doubt It, Sevens, Memory, Pig, Blackjack, Hearts, President, Rummy, Seven Bridge, Last Card, Last Card Plus, Five Card Draw, Texas Hold'Em, Nap, Spades, i Contract Bridge.
- Jocs de tauler: Checkers, Chinese Checkers, Chess, Dots and Boxes, Shogi, Hasami Shogi, Turncoat, Connect Five, Grid Attack, Backgammon, Field Tactics, and Ludo.
- Jocs diversos: Soda Shake, Dominoes, Koi-Koi, i Word Balloon.
- Jocs d'acció: Bowling, Darts, Billiards, Balance, i Takeover.
- Jocs en solitari: Solitaire, Escape, i Mahjong Solitaire.

El Stamp Mode és un mode individual que té tres nivells de dificultat. Els jugadors reben d'un a tres segells depenent de la posició que obtinguin en els jocs. Alguns dels jocs del mode Free Play romanen bloquejats fins que els jugadors els juguen al Stamp Mode. Després de completar el primer nivell fàcil del Stamp Mode, es desbloquegen els modes normal i difícil. Superar el mode normal desbloqueja una secció amb segells a la finestra del xat. Acabar el mode difícil recompensa els jugadors amb un color nou per utilitzar-lo a la finestra de xat i un darrer segell.
El Mission Mode és un altre mode individual que inclou 30 missions per completar. Algunes missions consisteixen a vèncer el joc de cartes Memory en menys de tres minuts, fer tres strikes seguits en Bowling o aconseguir 200 punts en Darts. Quan una missió es completa amb èxit, se'n desbloqueja una altra. Quan s'han completat les 30 missions, es desbloqueja una banda sonora alternativa.

### Jugabilitat multijugador
Els jugadors poden enviar una demo d'un joc amb la connexió local sense fil mitjançant l'opció "gift". Els jugadors que rebin el joc poden jugar-hi tantes vegades com vulguin, però un cop apagada la Nintendo DS, el joc no es pot tornar a jugar fins que no es torni a enviar.
42 All-Time Classics és compatible amb el servei Nintendo Wi-Fi Connection per jugar en línia. La versió original japonesa no incloïa compatibilitat en línia, però una revisió del joc l'abril de 2007 l'afegeix. Dels 42 jocs, Old Maid, Spit, I Doubt It, Pig i els tres jocs individuals no es poden jugar en línia. Amb els oponents trobats en línia, es poden enviar emoticones i missatges preseleccionats. Amb els amics, també es poden enviar missatges. 42 All-Time Classics també és compatible amb el mode Download Play i permet jugar localment fins a vuit jugadors.

## Recepció
El joc va rebre crítiques generalment positives, i molts crítics van elogiar el joc per la seva selecció diversa, la seva interfície senzilla i les regles ajustables i de fàcil accés. També es va elogiar la mentalitat portàtil de "prendre i jugar". Alguns dels jocs més populars de la col·lecció inclouen Solitaire i Mahjong Solitaire. Gran part de les crítiques del joc provenien de les limitacions dels jocs de cartes. Tant GameSpot com GameSpy es van queixar que el Texas Hold'Em permetia als jugadors apostar amb xips totals negatius i no oferia una jugabilitat il·limitada. També es va assenyalar que les opcions de Blackjack per "dividir" les cartes i "comprar una assegurança" no eren en aquesta sèrie. El Stamp Mode va ser rebut més tímidament. IGN va assenyalar que haver de desbloquejar alguns jocs mitjançant el mode anava en contra de la mentalitat accessible de la col·lecció, mentre que GameSpy va anar més enllà en anomenar-lo una "forma barata" d'aconseguir que els jugadors juguessin a tots els jocs.
42 All-Time Classics va ser el segon classificat per al millor joc multijugador local per a Nintendo DS d'IGN, perdent només darrere de Bomberman Land Touch!, i va ser nominat al joc de l'any per a Nintendo DS de GameSpot el 2006.